# 2009 في النرويج
فيما يلي قوائم الأحداث التي وقعت خلال عام 2009 في النرويج.

## سياسة

### تعيين في المنصب
- 1 يناير – داغ أندرسون عضو برلمان النرويج  [لغات أخرى]‏، President of the Parliament of Norway  [لغات أخرى]‏.
- 1 يناير – هادية طاجيك عضو برلمان النرويج  [لغات أخرى]‏.
- 1 يناير – يوناس غار ستوره عضو برلمان النرويج  [لغات أخرى]‏.
- 20 أكتوبر – كريستين هالفورسن Minister of Education and Research ‏.

### انتهاء فترة المنصب
- 1 يناير – بورغه برنده عضو برلمان النرويج  [لغات أخرى]‏.
- 1 يناير – توربيورن ياغلاند President of the Parliament of Norway  [لغات أخرى]‏.
- 1 يناير – داغ أندرسون عضو برلمان النرويج  [لغات أخرى]‏،Minister of Labour and Social Inclusion [الإنجليزية]‏.
- 1 يناير – يوناس غار ستوره عضو برلمان النرويج  [لغات أخرى]‏.
- 2 أكتوبر – هيلغا بيديرسين Minister of Fisheries and Ocean Policy [الإنجليزية]‏.
- 20 أكتوبر – كريستين هالفورسن Minister of Finance of Norway ‏.

## رياضة
- 1 يناير – رالي النرويج 2009
- 8 مارس – كأس السوبر النرويجي 2009

## أفلام
من الأفلام التي صدرت هذه السنة في النرويج:
- 1 يناير – ثلج ميت من إخراج تومي وركولا.

## وفيات

### فبراير
- 23 فبراير – سفيري فيهن (مواليد 1924) مهندس معماري نرويجي.

### أكتوبر
- 9 أكتوبر – آرنه باكر (مواليد 1930)